# Гриценко, Лев Анатольевич
Лев Анатольевич Гриценко (родился 19 января 1989) — российский спортсмен, чемпион Универсиады 2013 года по академической гребле.

## Биография
Участник чемпионата мира 2013 года, где стал девятым в гонке восьмёрок.
Участник двух чемпионатов Европы. В гонке восьмёрок был 5-м в 2012 году и 9-м - в 2013 году.
Чемпион Универсиады в Казани.
За выдающиеся спортивные результаты на Универсиаде - 2013 награждён почетной грамотой президента Российской Федерации.
Чемпион России, победитель Кубка России.